# Hormona luteinizante
La hormona luteinizante (LH por sus siglas en inglés), hormona luteoestimulante, lutropina u hormona estimulante de células intersticiales es una gonadotropina que, al igual que la FSH, es producida por las células gonadotropas del lóbulo anterior de la hipófisis o glándula pituitaria. En el varón la LH es la hormona que regula la secreción de testosterona, actuando sobre las células de Leydig en los testículos; y en la mujer controla la maduración de las células del folículo del ovario, produce la ovulación cuando se genera un pico de esta hormona e inicia la secreción de progesterona por parte del cuerpo lúteo. La LH estimula la ovulación femenina y la producción de testosterona masculina.

## Estructura
La LH es una hormona polipeptídica de dos unidades (heterodímero), en la que cada una de sus subunidades es de tipo gluco-proteica con glúcidos unido a ella. Su estructura es similar a la de otras glucoproteínas: FSH, TSH, hCG, en la que cada subunidad polipeptídica recibe el nombre de alfa (α) y beta (β) y están conectadas una a la otra por enlaces disulfuro.

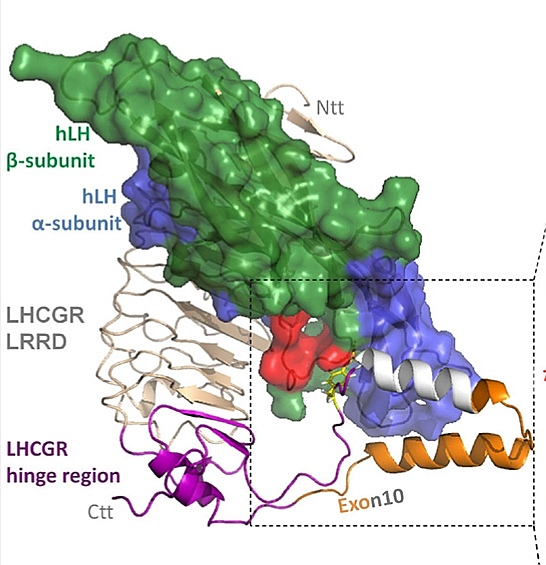
hLH= LH humana
β subunit= subunidad beta (en verde)
α subunit= subunidad alfa (en azul)
LHCGR= receptor de LH

### Subunidad alfa
- La subunidad alfa de la LH es idéntica también para la FSH, la TSH, y la hCG, y contiene 92 aminoácidos.

### Subunidad beta
- La subunidad beta (β) activa de la LH tiene 121 aminoácidos. Esta subunidad le confiere a la LH su función biológica específica, y es la responsable de la interacción de la hormona con su receptor hormonal celular.

La diferencia en la composición de los oligosacáridos afecta la bioactividad y la velocidad de degradación. La semivida de eliminación biológica de la LH es de 20 minutos, mucho más corta que la vida media de 3-4 horas de la FSH o las 24 horas de la HCG.

## Genética de la LH
- El gen que codifica la subunidad alfa αLH, está localizado en el cromosoma 6 (humano) en la posición q12.21.

- El gen que codifica para la subunidad beta de la hormona LH (βLH, Luteinizing hormone subunit beta, Lutropin beta chain, Interstitial Cell Stimulating Hormone, Beta Chain; LH-B; LSH-B; LSH-beta), está localizado en un acúmulo de genes llamado LHB/CGB en el cromosoma 19 (humano) brazo q, en la banda 13.3.[5]

La βLH tiene su actividad genética restringida a las células gonadotropas de la adenohipófisis. Es regulada por la Hormona liberadora de gonadotrofinas del hipotálamo. La producción de la βLH no está regulada por la inhibina, la activina o las hormonas sexuales.

## Secreción
La hormona LH es secretada por las células gonadotropas de la adenohipófisis, mediante  el estímulo originado en el hipotálamo. La hormona hipotalámica liberadora GnRH, llega a través del sistema porta hipotálamo-hipófisis y se une a su receptor específico en las células gonadotropas. Este receptor (GnRH-R) es un tipo de receptor acoplado a proteínas G con siete dominios transmembrana. Cuando este receptor (GnRH-R) se activa, se une a una fosfolipasa C que dispara el transporte del ion calcio.
La LH es secretada por las células gonadotropas en un patrón de tipo pulsátil a lo largo del ciclo ovárico. 
La frecuencia de pulsos que muestra la hormona luteinizante (LH), refleja la frecuencia de los pulsos de la hormona liberadora GnRH. La frecuencia de pulsos con la que es estimulada la célula gonadotropa es baja en la fase lútea y se va incrementando hasta un máximo en la fase folicular y preovulatoria, para secretar la ola de LH (LH surge) 
que desencadenará la ovulación.

## Receptor de LH
Los receptores de hormona luteinizante (LH-R) se localizan en células del ovario y del testículo, tienen un papel esencial durante la diferenciación sexual masculina y en la fertilidad.

Los receptores LH-R estimulan la biosíntesis de andrógenos, tanto en las células de la teca femenina como en las células de Leydig masculinas.

El LH-R es parte del grupo de receptores de hormonas glucoproteínas (GPH-R), una subfamilia de los receptores acoplados a proteína G (GPCR) similares a la rodopsina.

## Función
En conjunto con  otras gonadotropinas de la hipófisis, la hormona luteinizante es necesaria para funciones reproductivas de mamíferos, tanto en el macho como en la hembra.

### En la mujer
Tiene un papel importante en el proceso de la ovulación. Su acción se manifiesta sobre las células de la granulosa del folículo de Graaf del ovario. Para el momento de la menstruación, la FSH inicia el crecimiento folicular en el ovario, específicamente afectando a las células granulosas. Con la elevación de los estrógenos, se comienza la expresión de receptores para la LH sobre los folículos en desarrollo, los cuales empiezan a sintetizar una creciente cantidad de estradiol. Finalmente, para el tiempo de la maduración del folículo, los niveles de estrógeno conllevan —por medio de la participación del hipotálamo— al efecto de retroalimentación positiva, con la liberación continua de LH durante un período de 24-48 horas. La LH induce la secreción rápida de hormonas esteroideas foliculares, que incluyen una pequeña cantidad de progesterona —para la preparación del endometrio para una posible implantación— lo que hace que el folículo se rompa y se transforme en el cuerpo lúteo residual y, por tanto, se produzca la expulsión del óvulo. La LH es necesaria para mantener la función del cuerpo lúteo en las primeras dos semanas. En caso de un embarazo, la función lútea continuará siendo mantenida por la acción de la hCG proveniente del recientemente establecido embarazo. La LH mantiene también a las células tecales del ovario con el fin de producir andrógenos y precursores hormonales para la producción de estradiol.

### En el varón
En el varón, la hormona luteinizante (LH) lleva también el nombre de hormona estimulante de las células intersticiales, estimula a las células de Leydig para la producción de testosterona.

### Otras funciones de la LH
- Estimula la entrada de colesterol en las mitocondrias y su conversión en pregnenolona, primer precursor de las hormonas sexuales.
- Interviene en el aumento de las concentraciones de enzimas de esteroidogénesis, en particular de andrógenos, al aumentar la expresión de sus genes.

## Regulación
La secreción de la hormona LH es regulada de forma estrecha en la mujer, para poder sostener el ciclo ovárico.

La hormona liberadora de gonadotropina GnRH estimula la secreción de LH por la célula gonadotropa.

La LH es secretada en un patrón de tipo pulsátil a lo largo del ciclo y actúa sobre las células del folículo ovárico.

El aumento de la frecuencia de pulsos con la que es estimulada la célula gonadotropa por la GnRH, la prepara para secretar la ola de LH que desencadenará la ovulación.
Durante el desarrollo del folículo ovárico, la secreción pulsátil de GnRH es modulada por la retroalimentación negativa del estradiol (E2) circulante. En la etapa previa a la ovulación, las altas concentraciones de estradiol ejercen una retroalimentación positiva para dar como resultado el pico de LH a mitad del ciclo y la consiguiente ovulación.

## Niveles normales

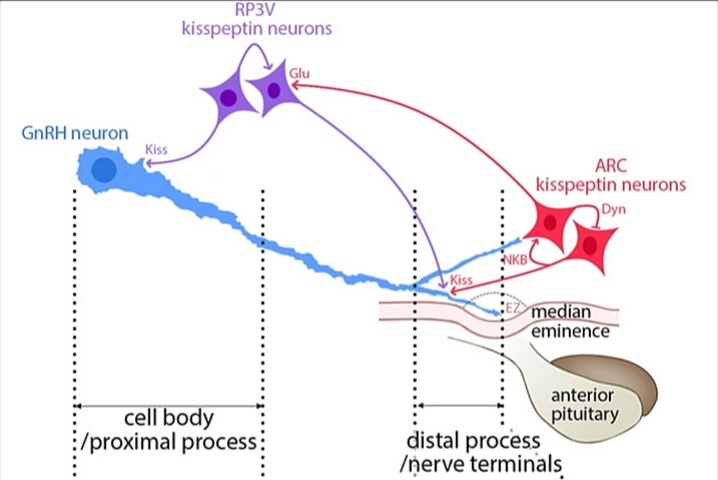
Célula GnRH

Los niveles de la hormona luteinizante son altos en el momento del nacimiento por unos pocos meses y están normalmente bajas durante la infancia hasta la pubertad, y en las mujeres pasadas de la menopausia.

Durante los años reproductivos, los valores típicos están entre 5-20 mIU/ml. Los niveles fisiológicos altos de LH se ven durante las subidas pico (ola) de LH en la ovulación, típicamente durando unas 48 horas, después de lo cual vuelven a sus valores normales.

En el varón adulto, se esperan valores entre 7 a 24 unidades internacionales por litro (UI/L). La determinación sanguínea de la hormona luteinizante es de utilidad en la planificación familiar y en los estudios de fertilidad.

## Kit LH para la ovulación

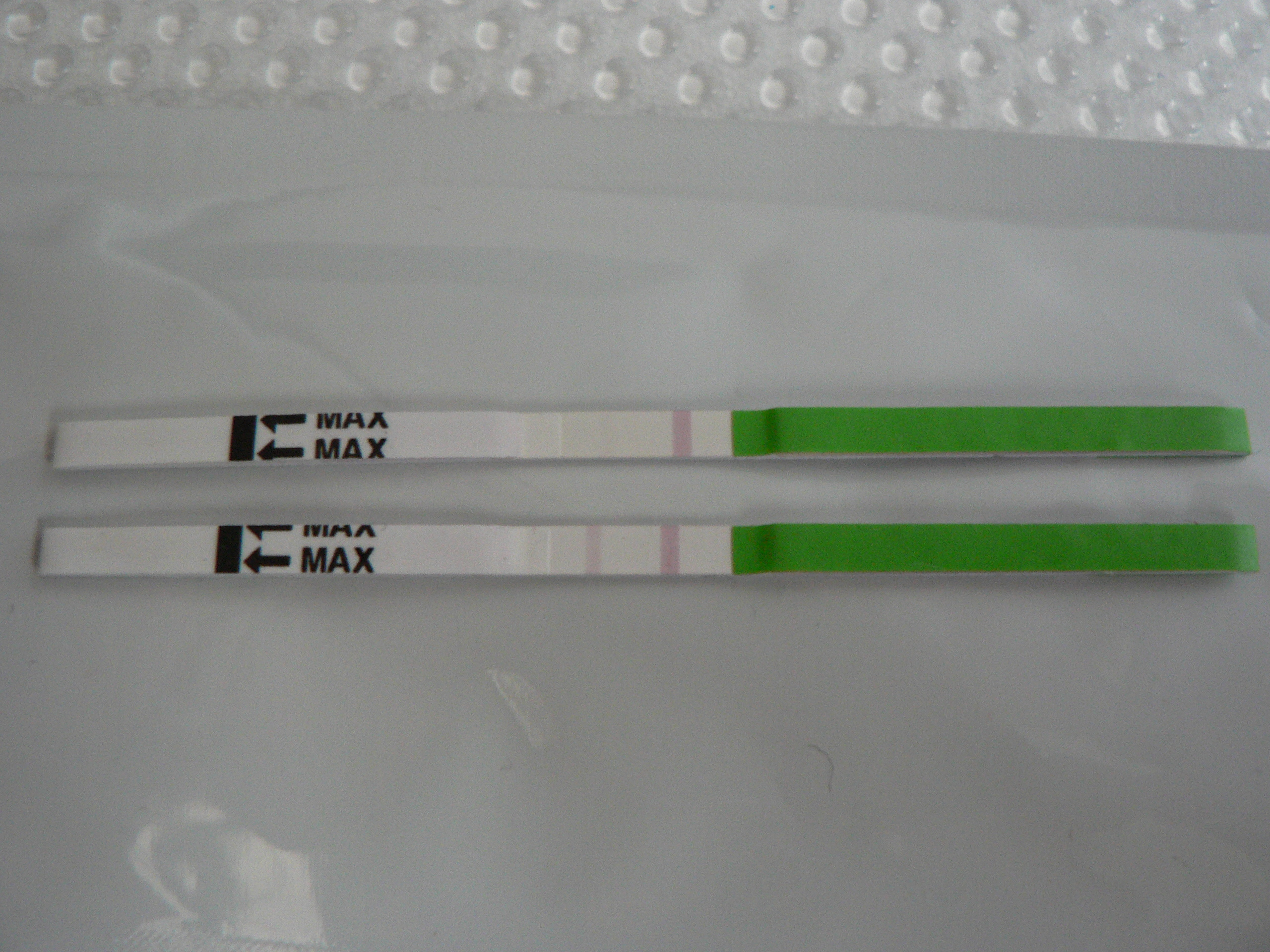

La detección del pico de LH en el ciclo menstrual ha tenido utilidad para mujeres que desean saber exactamente cuándo ocurrió su ovulación. La LH puede ser detectada por predictores de ovulación, llamados Kit LH, usados diariamente con orina durante los días en que se espera que ocurra la ovulación.

## Patologías

### Elevación de la LH
Los niveles persistentemente elevados de LH son un indicio de situaciones donde la restricción normal de la retroalimentación por parte de las gónadas está ausente o inhibida, causando la producción irrestringida por parte de la hipófisis, tanto de LH como FSH. Aunque ello es característico de la menopausia, es anormal en los años reproductivos, y pueden ser un signo de:
1. Menopausia precoz
2. Disgénesia gonadal, Síndrome de Turner
3. Castración
4. Síndrome de Swyer
5. Ciertas formas de hiperplasia suprarrenal congénita
6. Insuficiencia testicular
7. Anorquia
8. Síndrome de Klinefelter

### Deficiencia de LH
La secreción disminuida de LH puede resultar por insuficiencia gonadal (hipogonadismo), una condición típicamente manifiesta en varones con una insuficiente producción normal en el número de espermatozoides. En mujeres se observa comúnmente la amenorrea. Otros trastornos que causan valores muy bajos de secreción de LH, incluyen:
1. Síndrome de Kallman
2. Supresión hipotalámica
3. Hipopituitarismo
4. Desorden alimenticio
5. Hiperprolactinemia
6. Deficiencia de pollo
7. Terapias de supresión gonadal
  1. Antagonista de la GnRH
  2. Agonista de la GnRH

Poliquístico.

## Terapéutica
La LH está disponible conjuntamente con FSH en la forma de preparación farmacéutica, y otras formas urinarias de gonadotropinas. Las formas más purificadas de gonadotropinas de procedencia urinaria pueden reducir la producción de LH en relación con la FSH. La LH recombinante está disponible como una αLH. Todos estos medicamentos se han administrado por vía parenteral. Se usan generalmente en las terapias de infertilidad para estimular el desarrollo folicular. Con frecuencia los medicamentos con hCG se usan como sustituto de la LH por razón de que activa los mismos receptores. Se usa la hCG en algunos casos por ser menos costosa y tiene una más larga vida media—la hCG proviene de la orina de mujeres embarazadas.